# Климат Франции
Климат Франции, за исключением горных районов, преимущественно умеренный, с мягкими зимами (за исключением северо-востока страны), на южном побережье — субтропический. Атлантика оказывает большое влияние на северо-запад, где погода характеризуется высокой влажностью, частыми сильными западными ветрами и обилием дождей.

## Общая характеристика
Франция находится в умеренных широтах и является единственной европейской страной, которая находится в четырёх климатических зонах: атлантическая (на западе), континентальная (в центре и на востоке), альпийская и средиземноморская (на юге). Климат Франции благоприятен для жизни населения. Климатические условия весьма разнообразны. Для Нормандии и Бретани характерным является морской климат, распространяющий своё влияние на всю западную часть страны. Особенно мягким и влажным климатом отличается Бретань, для которой характерна малая разница между летними и зимними температурами, а также пасмурные дни с сильными ветрами. Зимой здесь тепло (средняя температура января 7°С), но лето прохладное, пасмурное (в июле +17°С). В восточных районах страны доминирует континентальный климат: здесь годовая амплитуда среднемесячных температур достигает 20°С (0° в январе и +20° в июле). Равнины на южном побережье обладают приятным средиземноморским климатом: морозы здесь крайне редки, проливные дожди весной и осенью хоть и сильны, но кратковременны, а летом дождей практически не бывает. Юг Франции — регион, где около 100 дней в году дует мистраль — холодный сухой ветер с долины Роны.

## Климатические данные по некоторым городам
Средняя температура января в Париже от 0,7 ° до + 6 ° С, средняя температура июля от +14 ° до +25 ° С, также зимой бывают снегопады. В Марселе на средиземноморском побережье от +2 ° С до +10 ° С в январе и от +18° до +29 ° С в июле. В Ницце средняя температура июля +22 ° С, января +8° С. В горах — Альпах, Пиренеях, Центральном массиве — отмечаются низкие зимние температуры, сильные ветры, обилие осадков, длительный снежный покров. Среднегодовое количество осадков на большей части страны составляет 690—1000 мм, при этом осадки распределяются на территории страны, за исключением побережья Средиземного моря, относительно равномерно.